# Hauteville (Marne)
Hauteville település Franciaországban, Marne megyében. Lakosainak száma 233 fő (2022. január 1.). Hauteville Sapignicourt, Perthes, Ambrières, Écollemont, Sainte-Marie-du-Lac-Nuisement és Larzicourt községekkel határos.

## Népesség
A település népességének változása:
| Lakosok száma | 162  | 162  | 175  | 215  | 247  | 244  | 241  | 237  | 240  | 233  |
|               | 1968 | 1982 | 1990 | 2006 | 2013 | 2015 | 2017 | 2019 | 2020 | 2022 |